# Mechowia
Mechowia là chi thực vật có hoa trong họ Amaranthaceae.